# Cattedrale di Sant'Andrea (Aberdeen)
La cattedrale di Sant’Andrea è il principale edificio di culto della diocesi di Aberdeen e delle Orcadi della Chiesa episcopale scozzese.

## Storia

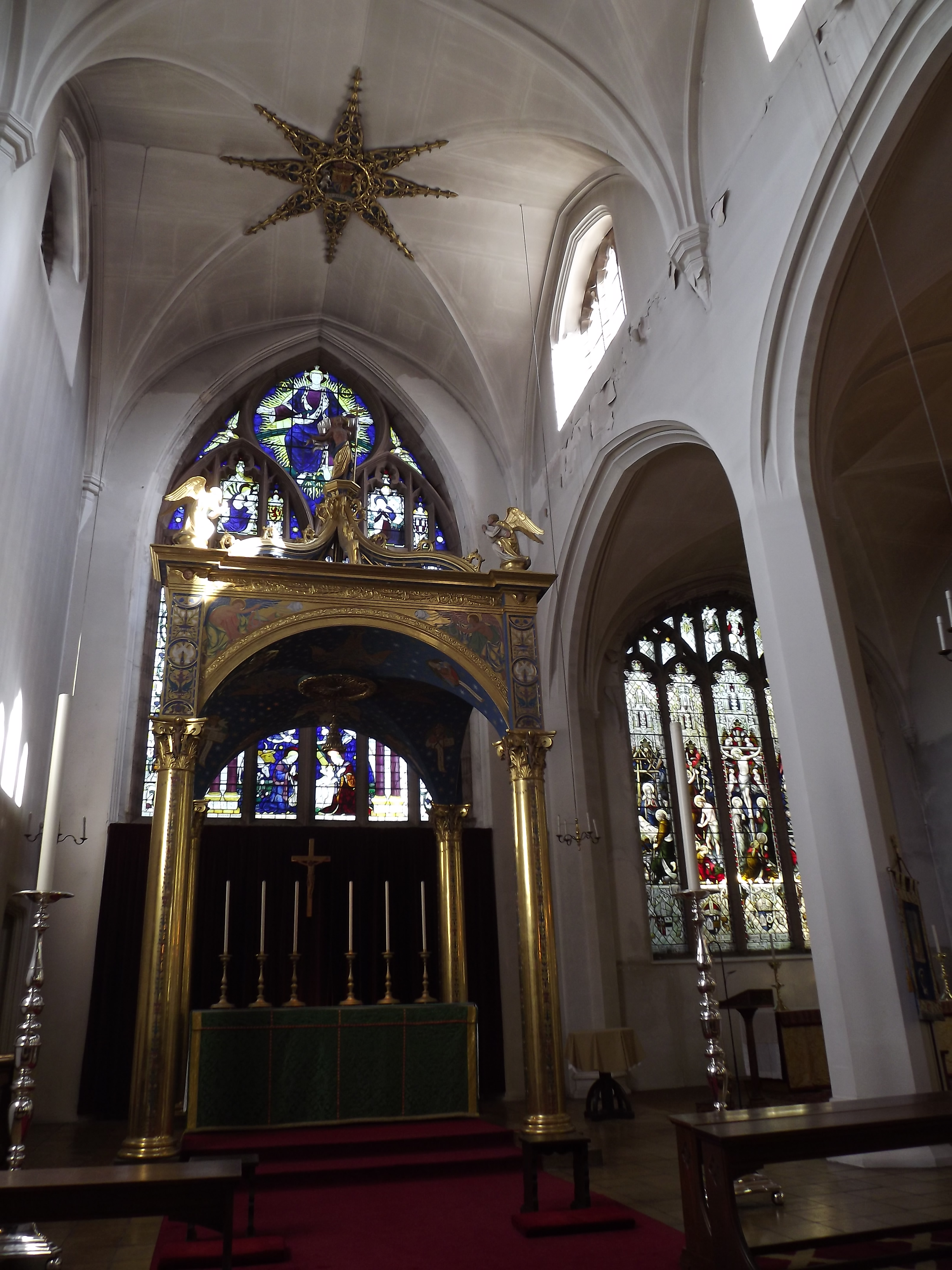
L’altare

La chiesa fu inaugurata nel 1817 con il nome di "Cappella di Sant'Andrea" e fu elevata al rango di cattedrale nel 1914.
L'edificio originale fu progettato in stile gotico perpendicolare dall'architetto Archibald Simpson, una delle tante commissioni di Simpson in città. Mentre tre lati della cattedrale sono stati costruiti con il granito locale, per il quale Aberdeen è famosa, la facciata della struttura, che si affaccia su King Street, Aberdeen, è stata costruita in arenaria per ragioni economiche nonostante l'opposizione di Simpson.
La cattedrale comprendeva navate navate laterali con conci di arenaria fino al prospetto di King Street e macerie di granito sul retro. Il presbiterio fu aggiunto da George Edmund Street nel 1880 e il portico da Robert Lorimer nel 1911. Aberdeen è il luogo in cui il primo vescovo della Chiesa Episcopale degli Stati Uniti d'America, Samuel Seabury fu ordinato sacerdote nel 1784. Seabury fu consacrato vescovo da Robert Kilgour, vescovo di Aberdeen e Primus di Scozia; Arthur Petrie, vescovo di Ross e Moray; e John Skinner, vescovo coadiutore di Aberdeen. La consacrazione avvenne in "una stanza al piano superiore" della casa di Skinner, allora capo della congregazione di Sant'Andrea, a circa 500 metri dall'attuale cattedrale. Il sito approssimativo della casa è segnato da una tavoletta di granito levigato sul muro del Marischal College.
Durante gli anni '30, la cattedrale fu ristrutturata per commemorare il 150º anniversario della consacrazione di Seabury. C'era stato un piano per costruire un'elaborata cattedrale cruciforme con torre centrale, commemorando la consacrazione del vescovo Seabury sul sito attualmente occupato dal quartier generale del Consiglio comunale di Aberdeen. Questo avrebbe dovuto essere un dono della Chiesa Episcopale negli Stati Uniti d'America, tuttavia, il crollo di Wall Street fermò questo piano. Invece, la chiesa esistente fu ampliata e abbellita da Ninian Comper. Nel 1938, l'ambasciatore degli Stati Uniti Joseph Kennedy, accompagnato dal figlio ventunenne John F. Kennedy, aprì un'estensione. Lo schema decorativo di Comper è in gran parte intatto; comprende un soffitto a volta con pannelli decorativi raffiguranti gli stemmi degli allora 48 stati degli Stati Uniti e delle famiglie locali. Il presbiterio ha un grande baldacchino dipinto d'oro e un paravento in quercia intagliata.
Fino alla fine degli anni '70 e all'inizio degli anni '80, la cattedrale era Anglo-Cattolica nella tradizione. Nel 1982, il prevosto della cattedrale, Donald Howard, dichiarò in un sermone che la cattedrale avrebbe rimosso il grande crocifisso e quattro delle sei candele sull'altare maggiore per la Quaresima, in modo che l'altare potesse essere indipendente per consentire una celebrazione "verso ovest" dell'Eucaristia, con il celebrante rivolto verso la congregazione piuttosto che di spalle al popolo. Da allora il culto è diventato di natura più "ampia", pur conservando la dignità del culto della cattedrale.